# Nemognatha werneri
Nemognatha werneri är en skalbaggsart som beskrevs av Enns 1956. Nemognatha werneri ingår i släktet Nemognatha och familjen oljebaggar. Inga underarter finns listade i Catalogue of Life.